# Royal Victoria Dock Bridge
Pour les articles homonymes, voir Victoria.
Le Royal Victoria Dock Bridge est une passerelle piétonne traversant le Royal Victoria Dock dans le quartier des Docklands à l'est de Londres, conçue par les architectes et designers londoniens Lifschutz Davidson Sandilands. Le pont offre un lien direct entre Eastern Quay et Britannia Village, un développement résidentiel au sud du quai, vers le parc des expositions ExCeL et la station Custom House, tous deux situés au nord du quai. 

## Description
Le pont prend la forme d'un pont en treillis inversé, avec six mâts s'élevant au-dessus du pont à 25 mètres de hauteur. La forme du pont est conçue pour refléter les mâts des voiliers qui utilisent le quai. Le pont traverse le quai avec un dégagement d'environ 15 mètres au-dessus de l'eau, une hauteur nécessaire pour permettre aux yachts de passer sous le tablier du pont. Le pont est accessible à chaque extrémité par des tours d'ascenseur et d'escalier. 
Le pont a été achevé en 1998, pour un coût de 5 millions de livres sterling . Une deuxième étape de construction envisagée dans la conception du pont implique l'ajout d'une cabine de passagers en verre se déplaçant sur un rail de la partie inférieure du pont pour en faire un pont transbordeur . 

## Galerie

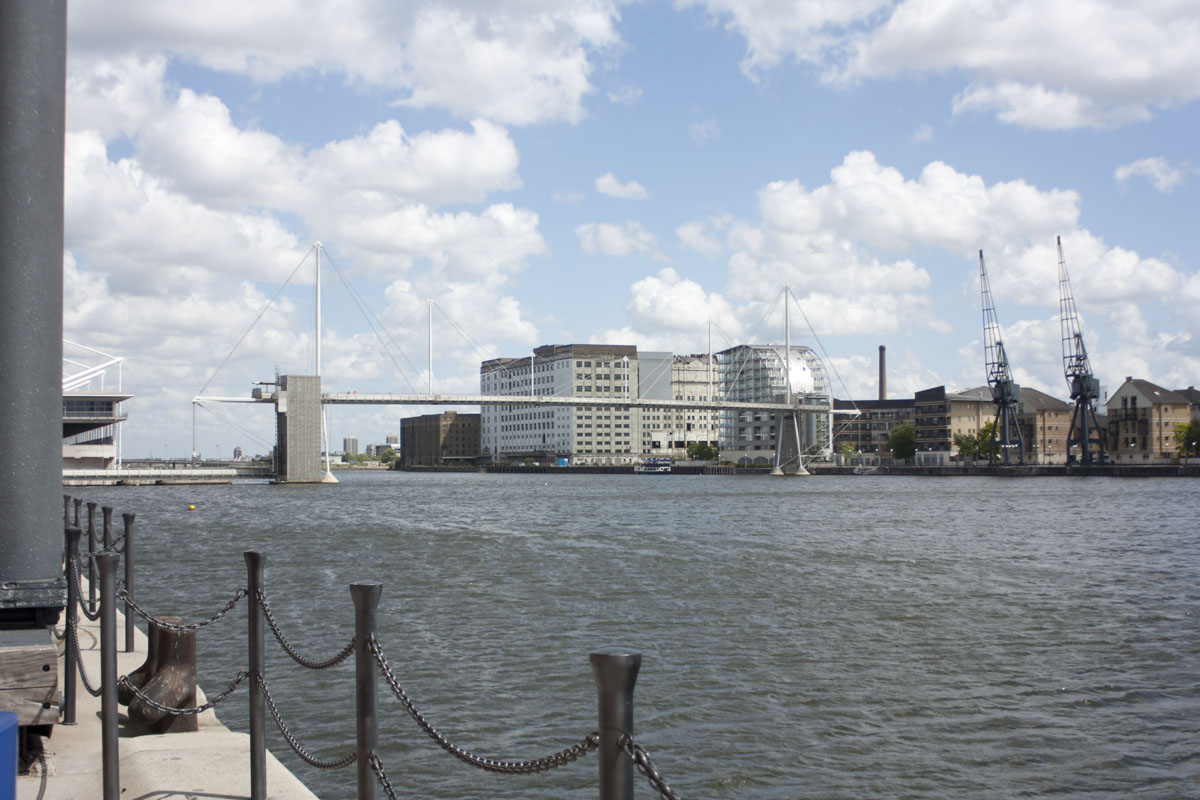
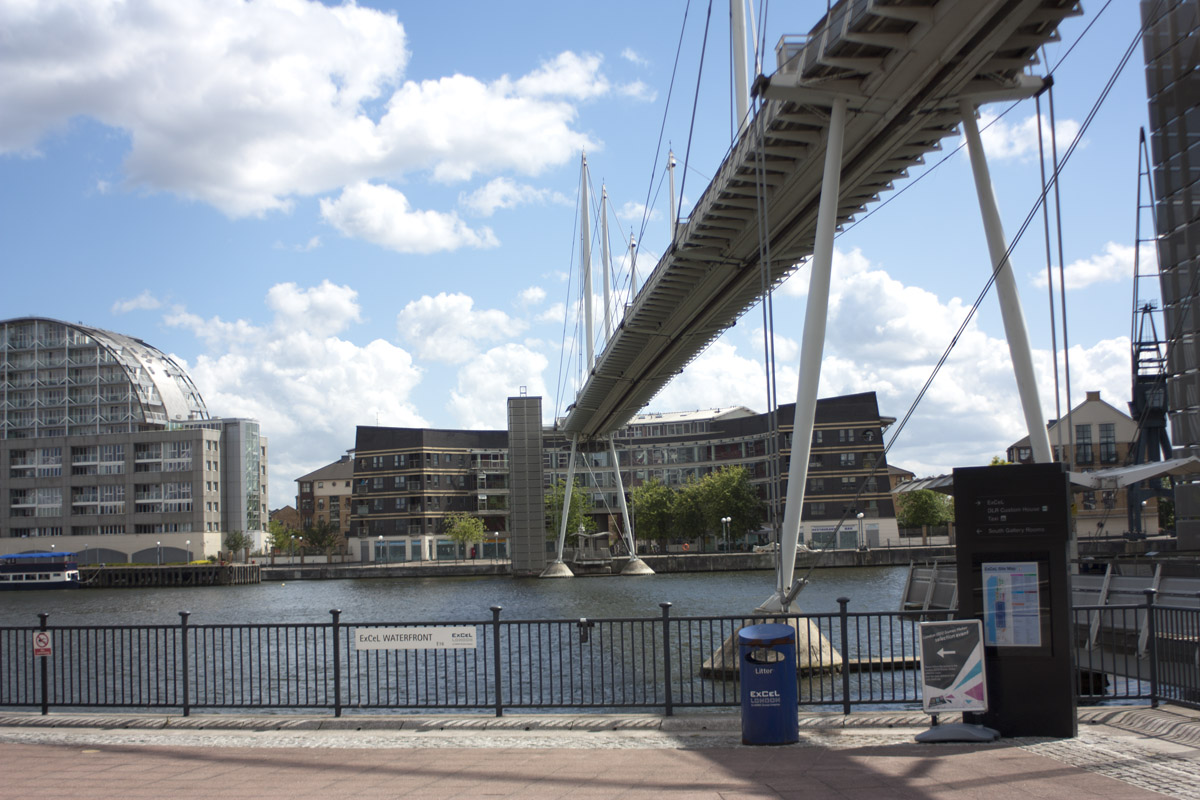
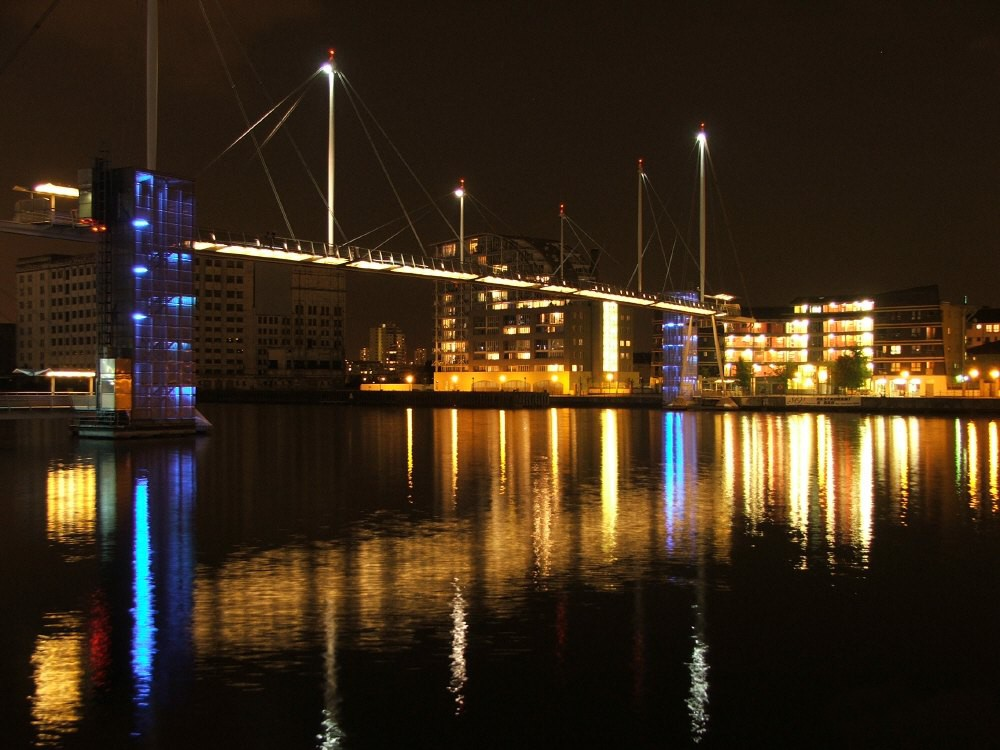
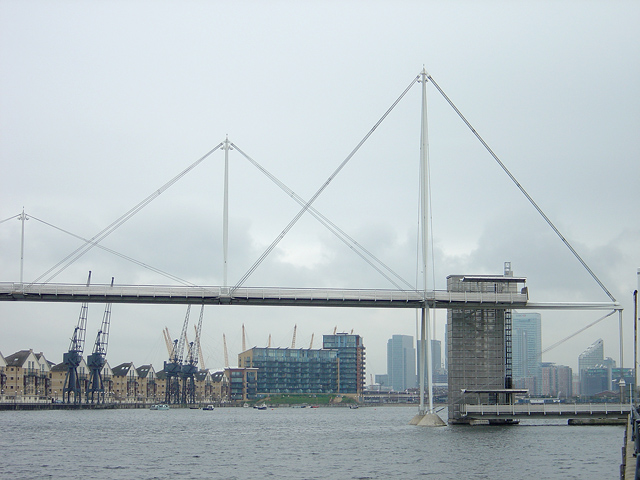